# NGC 1329
NGC 1329 est une vaste galaxie spirale située dans la constellation de l'Éridan. NGC 1329 a été découverte par l'astronome britannique John Herschel en 1835.

## Caractéristiques
Sa vitesse par rapport au fond diffus cosmologique est de 4 228 ± 34 km/s, ce qui correspond à une distance de Hubble de 62,4 ± 4,4 Mpc (∼204 millions d'al).
À ce jour, une mesure non basée sur le décalage vers le rouge (redshift) donne une distance d'environ 84,300 Mpc (∼275 millions d'al). Cette valeur est à l'extérieur des valeurs de la distance de Hubble. Notons que c'est avec la valeur moyenne des mesures indépendantes, lorsqu'elles existent, que la base de données NASA/IPAC calcule le diamètre d'une galaxie et qu'en conséquence le diamètre de NGC 1329 pourrait être d'environ 55,0 kpc (∼179 000 al) si on utilisait la distance de Hubble pour le calculer.
La classe de luminosité de NGC 1329 est I.